# Julianadorp aan Zee
Julianadorp aan Zee est un village balnéaire de la commune néerlandaise du Helder, dans la province de la Hollande-Septentrionale.

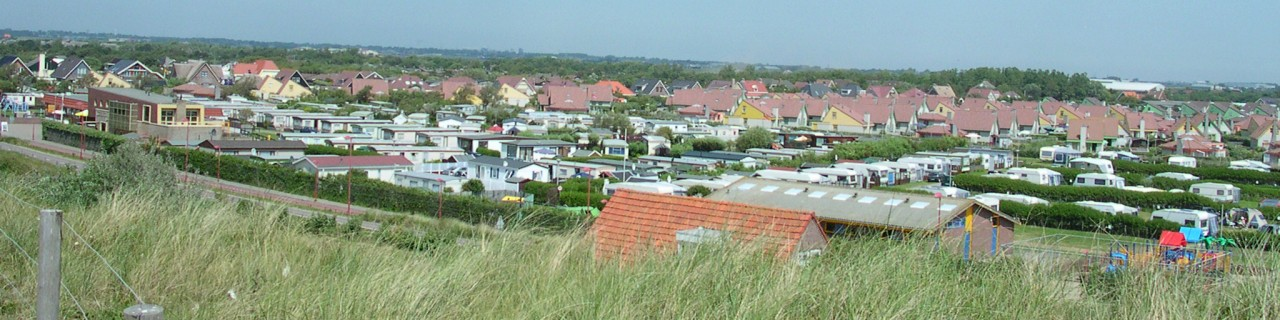
Vue sur Julianadorp aan Zee

Il s'agit de la partie occidentale de Julianadorp, qui s'est développé autour de la petite station balnéaire. La plage donne sur la Mer du Nord et est très fréquentée, essentiellement par des touristes néerlandais et allemands.